# Liolaemus gracielae
Liolaemus gracielae — вид ігуаноподібних ящірок родини Liolaemidae. Ендемік Аргентини.

## Поширення і екологія
Liolaemus gracielae мешкають в провінціях Ла-Ріоха і Сан-Хуан. Вони живуть на високогірних луках Анд, місцями порослих чагарниками Lycium chanar і Ephedra. Зустрічаються на висоті понад 4000 м над рівнем моря.